# Jesse Krohn
Jesse Kurki-Suonio, född den 3 september 1990 i Nurmijärvi är en finländsk racerförare.